# Ksar Tamegroute
Ksar Tamegroute (en tifinagh: ⵜⴰⵎⴳⵔⵓⵜ , en arabe : قصر تامڭروت) est un village fortifié dans la région de Zagora, au sud-est du Maroc.

## Localisation
Ksar Tamegroute se situe à 22 km au sud-est de la ville de Zagora, dans la commune de Tamegroute.